# Lonny Price
Lonny Price (New York, 9 marzo 1959) è un attore, scrittore e regista statunitense, attivo principalmente in campo teatrale.
È noto per aver interpretato per primo il personaggio di Charley Kringas nella produzione originale del musical di Broadway Merrily We Roll Along. Nel 2011 ha vinto un Premio Emmy per la regia del concerto televisivo Sondheim: The Birthday Celebration.